# دان جاورجيادس
دان جاورجيادس (باليونانية: Νταν Γεωργιάδης)‏ هو لاعب كرة قدم ومدرب كرة قدم يوناني، ولد في 5 مايو 1922 في إيثاكا في اليونان، وتوفي في 18 يناير 1998 في أثينا في اليونان. لعب مع باناثينايكوس.